# Mitsukurina
A Mitsukurina a porcos halak (Chondrichthyes) osztályának heringcápa-alakúak (Lamniformes) rendjébe, ezen belül a szellemcápafélék (Mitsukurinidae) családjába tartozó nem.

## Tudnivalók
A legősibb Mitsukurina kövületek a középső eocénból származnak és 49-37 millió évesek.
Ezt a nemet 1898-ban David Starr Jordan, amerikai halbiológus alkotta és nevezte meg.

## Rendszerezés
A nembe 1 élő faj és 2 fosszilis faj tartozik:
- †Mitsukurina lineata (Probst, 1879)
- †Mitsukurina maslinensis (Pledge, 1967)
- koboldcápa (Mitsukurina owstoni) Jordan, 1898 - típusfaj

A paleogén időszakbeli (65-23 millió év), meleg és sekély vízben élő Striatolamia macrota meglehet, hogy szintén egy Mitsukurina-faj.

## Fordítás
- Ez a szócikk részben vagy egészben  a   Mitsukurina című angol Wikipédia-szócikk ezen változatának fordításán alapul.  Az eredeti cikk szerkesztőit annak laptörténete sorolja fel. Ez a jelzés csupán a megfogalmazás eredetét és a szerzői jogokat jelzi, nem szolgál a cikkben szereplő információk forrásmegjelöléseként.